# قصر الإمام عبد الله بن فيصل آل سعود
قصر الإمام عبد الله بن فيصل آل سعود كان من القصور الموجودة في مدينة الرياض قبيل تولي الملك عبدالعزيز آل سعود الحكم.

## بناء القصر
وصفه الرحالة بلجريف بقوله: «رأينا قصراً مربعاً حسن البناء يحتوي على ثلاثة صنوف من النوافذ بعضها فوق بعض، ويجلس على مداخله مجموعة من الأفارقة، وهذا القصر هدمه ابن رشيد لما أستولى على الرياض». وقد تحدث فؤاد حمزة عن الملك عبد العزيز آل سعود حين ذكر القصر بقوله «أنه هدمه ابن رشيد مبقياً القلعة المسماة المصمك، وكانت لنا بيوت للعائلة أمام المصمك؛ فهدمها أيضاً..»

## انظر ايضاً
- الرياض
- المصمك